# Danh sách câu lạc bộ bóng đá ở Rwanda
Đây là danh sách không đầy đủ các câu lạc bộ bóng đá ở Rwanda.
Về danh sách đầy đủ, xem Thể loại:Câu lạc bộ bóng đá Rwanda

## A
- Amagaju (Nyamagabe)
- APR FC (Kigali)
- AS Kigali (Kigali)
- ATRACO FC

## E
- Electrogaz FC
- Espérance F.C. (Kigali)
- Espoir FC (Rusizi)
- Etincelles FC (Rubavu)

## G
- Gicumbi F.C.

## I
- Isonga FC (Kigali)

## L
- La Jeunesse FC (Kigali)

## M
- Marines FC (Rubavu)
- Muhanga FC (Muhanga)
- Mukura Victory Sports FC (Huye)
- Musanze FC

## N
- Nyanza F.C.

## P
- Panthères Noires
- Police FC (Kigali)

## R
- Rayon Sport (Nyanza)

## S
- SC Kiyovu Sport (Kigali)